# Nyctemera proletaria
Nyctemera proletaria là một loài bướm đêm thuộc phân họ Arctiinae, họ Erebidae.